# Валь-де-Сі
Валь-де-Сі (фр. Val-de-Scie) — муніципалітет у Франції, у регіоні Нормандія, департамент Приморська Сена. Валь-де-Сі утворено 1 січня 2019 року шляхом злиття муніципалітетів Оффе, Крессі i Севі. Адміністративним центром муніципалітету є Оффе. Населення — 2526 осіб (01.01.2021).